# よしもとファンダンゴ
株式会社よしもとファンダンゴは、かつて存在した吉本興業の子会社。吉本興業とKDDIによる合弁で2000年1月に設立された株式会社ファンダンゴをその前身として、ブロードバンドや携帯電話向けのエンターテインメントコンテンツの制作・配信、ブログサービス「ラフブロ」の運営を主な業務としていた。
過去にはCSでのスカイパーフェクTV!（スカパー!）等における「ヨシモトファンダンゴTV」の制作、配信も行っていたが、その後はプラットフォームをYahoo! JAPANに移し、お笑い動画配信サービス「よしもと劇場」、コアファン向けプレミアム動画配信サービス「よしもと見ホーダイ」として運営していた。
2010年7月1日付で、よしもとクリエイティブ・エージェンシーに吸収合併され解散。「よしもと劇場」や「ラフブロ」など、よしもとファンダンゴが運営していたコンテンツは、よしもとクリエイティブ・エージェンシーが継承する。

## 沿革
- 2000年1月 - 吉本興業とKDDIの出資で株式会社ファンダンゴ設立。
- 2006年2月16日 - 大阪証券取引所ヘラクレス市場に上場。
- 2007年9月 - 上場廃止。
- 2007年10月 - 持株会社へ移行する吉本興業の完全子会社となる。
- 2007年10月2日 - 株式会社よしもとファンダンゴに社名変更。
- 2008年2月1日 - ラフブロという名称でブログサービスを開始[1]。
- 2008年4月 - 吉本興業グループの東京本部移転に伴い新宿区に事業所を移転。
- 2010年7月1日 - よしもとクリエイティブ・エージェンシーに吸収合併され解散。